# 910 هـ
910 هـ هي سنة في التقويم الهجري امتدت مقابلةً في التقويم الميلادي بين سنتي 1504 و1505.

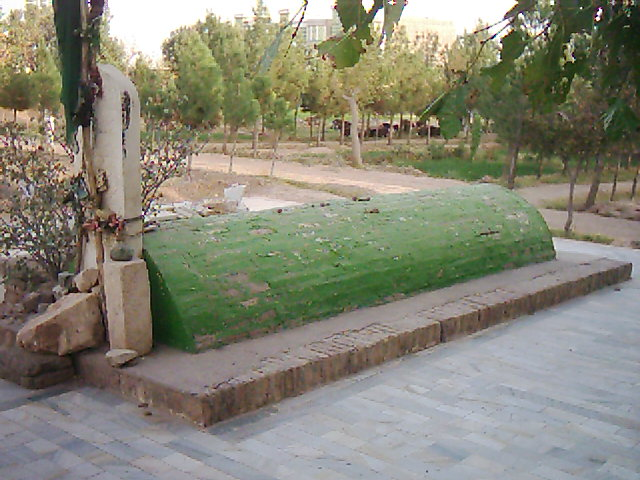
قبر حسين الكاشفي بهراة الأفغانية

## أحداث
- استيلاء البرتغال على آسفي والعرائش.
- السلطان قانصوه الغوري يأمر بإراقة الخمور ومنْع بيعها، ومنع البغاء، وألا يعمل عزاء بنادبات.
- صدور فتوى وهران عن عالم العقيدة الجزائري أبي العباس أحمد بن جمعة المغراوي الوهراني في عام 1504م والتي جاءت لتثبيت أهل مملكة غرناطة ومسلمي تاج قشتالة الذين حولوا قسرا إلى المسيحية في الفترة الممتدة بين 1500م  –  1502م.[5]

## مواليد
- محمد الفتني، محدث هندي.
- بدر الدين الكرخي
- محمد بن علي الجلجولي، متصوف شامي.

## وفيات
- قاضي مير
- 9 جمادى الأولى - ابن غازي المكناسي، فقيه ومؤرخ ولغوي ورياضياتي مغربي.
- حسين الكاشفي - رجل دين وشاعر ومفسِّر مسلم فارسي من أهل سبزوار.